# Ciutadella de Pamplona

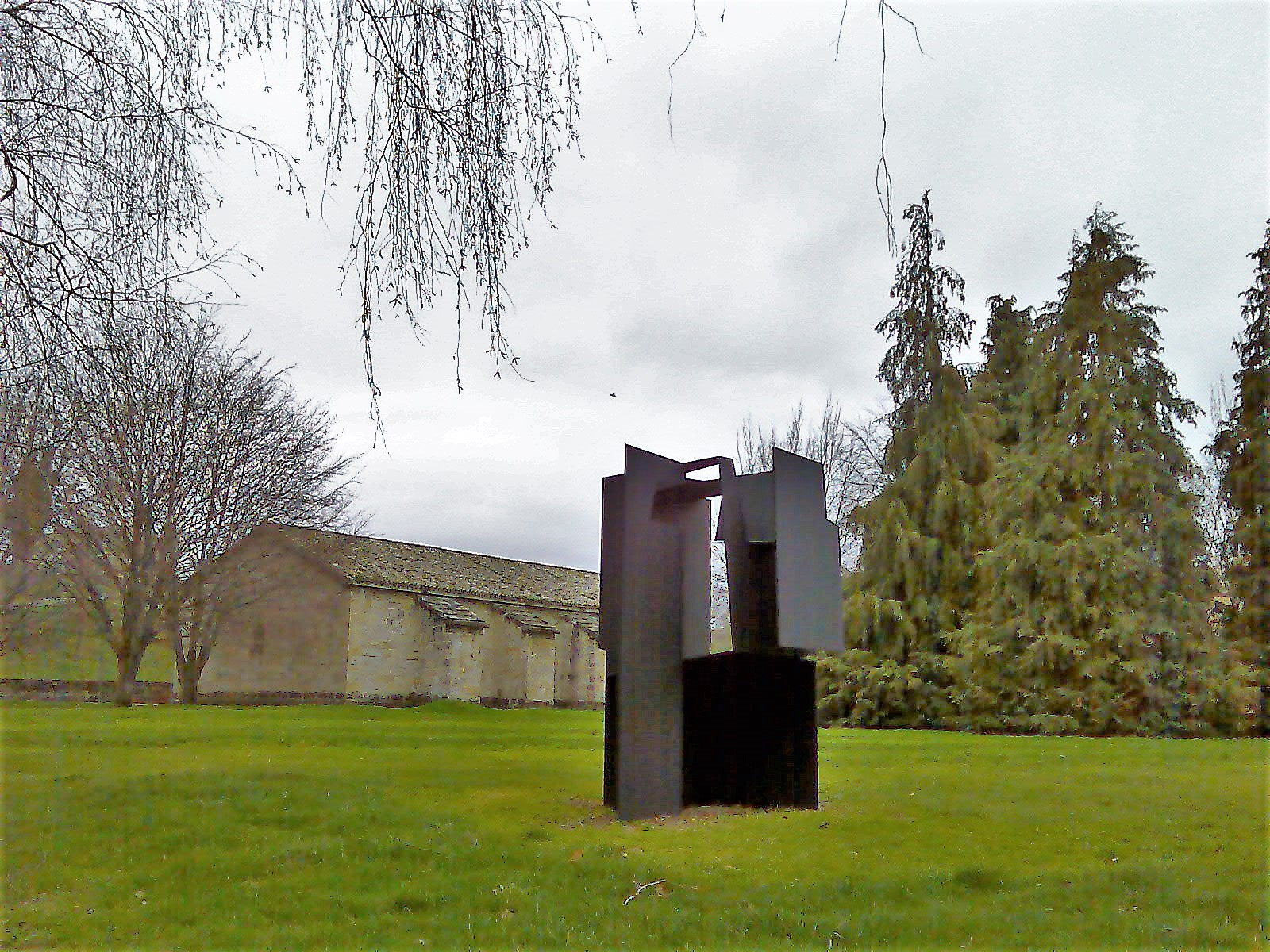
Interior de la Ciutadella de Pamplona.

La Ciutadella de Pamplona o Castillo Nuevo (en basc Iruñeako Zitadela) és una fortificació renaixentista d'antic ús militar, construïda entre els segles xvi i xvii a la ciutat de Pamplona, capital de la Comunitat Foral de Navarra, que en l'actualitat es manté en gran part dempeus i alberga un jardí i amb activitats culturals als edificis.

## Construcció
Felip II en va ordenar la construcció el 1571, dins d'un pla de renovació i enfortiment general de les fortificacions de la ciutat. L'encarregat de dissenyar-la va ser l'enginyer militar Giacomo Palearo, per àlies "el Fratin", i en la qual va participar també el virrei de Navarra Vespasiano Gonzaga y Colonna. Van idear un sistema defensiu d'acord amb la teoria del Renaixement italià i que s'havia posat en pràctica poc abans a la ciutat d'Anvers, amb la ciutadella projectada per Francesco Paciotto, autor també de la de Torí. Va ser un recinte amb planta en forma d'estel de cinc puntes. Des de cadascuna de les puntes es controlen tots els possibles angles d'atac. Dues d'aquestes puntes eren dirigides cap a l'interior de la ciutat a controlar-la, com consta en els documents de llavors, doncs l'enginyer Antonelli informa a Felip II en 1569: «Pamplona és ara més frontera que metròpoli… ha de tenir un molt principal castell, perquè la memòria del govern del seu rei natural roman fresca… encara és necessari assegurar-se també amb una força, de les seves voluntats… L'obra haurà de servir per defensar-se del perill extrínsec, però també intrínsec». Cal no oblidar que la Conquista del Regne de Navarra era recent amb episodis de reconquesta amb participació activa de la població. Segons ressenya Alicia Cámera en l'obra Muraria, la «Ciutadella ha de ser entesa com una forma de dominar una ciutat de la qual era possible esperar una rebel·lió» i com l'ambaixador Contarini va advertir que «tots els d'aquest regne odien els espanyols i desitgen que torni el seu rei natural Joan d'Albret».
Els noms dels baluards són: San Antón, el Real, Santa María, Santiago i la Victoria.

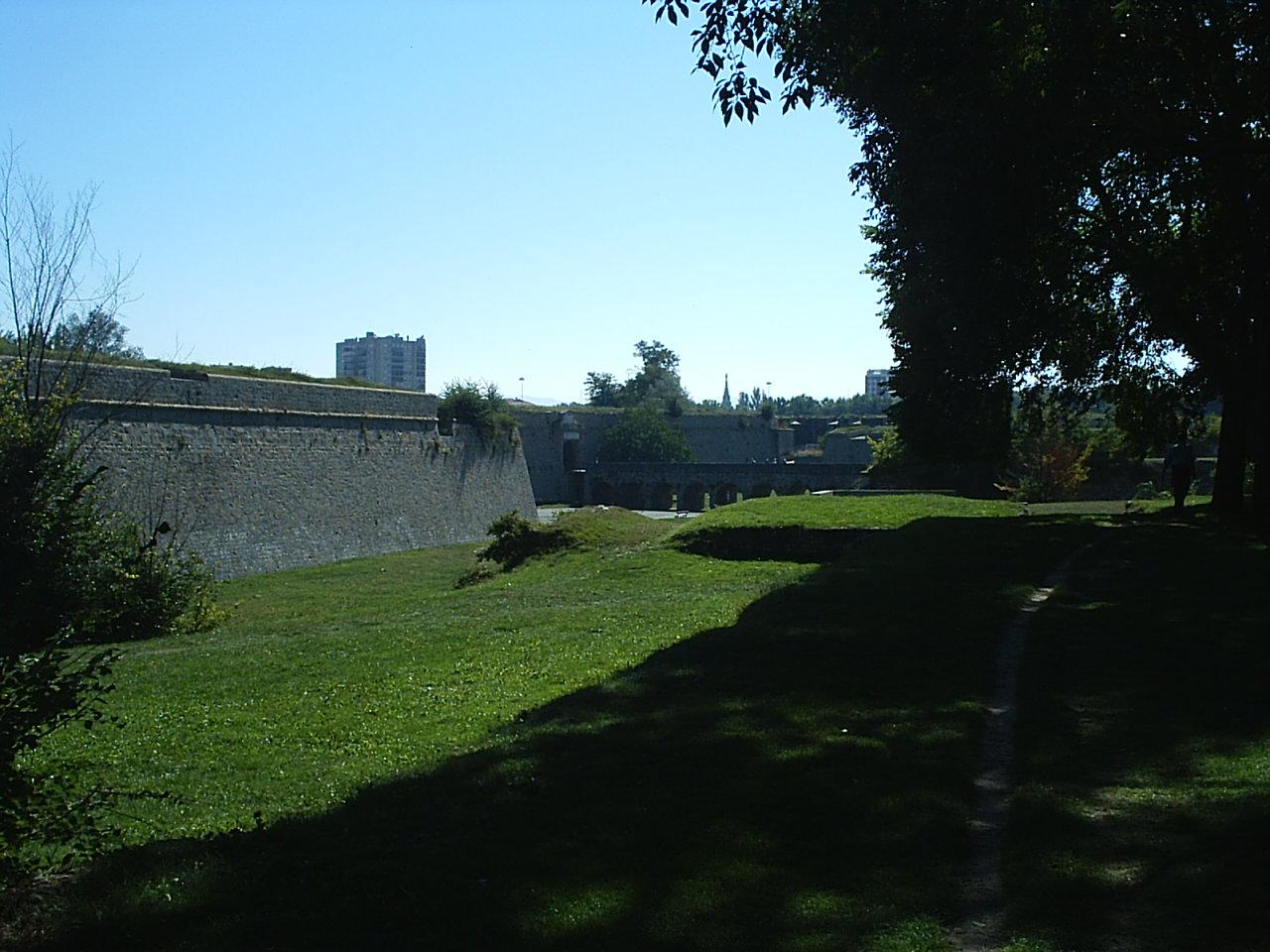
La Ciutadella de Pamplona, des del parc de la Vuelta del Castillo.

Es pot donar per conclosa el 1645, així i tot es va reforçar amb "mitges llunes" exteriors el 1685 i a la primera meitat del segle xviii, que reforçaven el sistema defensiu.
Aquest reforç es va fer sobre la base del projecte de Juan de Ledesma, seguint el sistema poliorcètic conegut com de Vauban, pel nom de l'enginyer militar que va renovar l'enginyeria militar en temps de Lluís XIV. Es van construir dues mitges llunes entre els baluards de Santiago i de la Victòria (cap a la porta de Taconera), i entre el de Sant Antón i El Real (cap a la porta de San Nicolás). A més, als costats situats entre els baluards de Santiago, Santa María i el Real es van aixecar també contraguàrdies que les envoltaven pels dos fronts, el que en millorava la capacitat defensiva.

## Funció com a fortalesa
La ciutadella de Pamplona no ha sofert episodis defensius significatius. Per això poques vegades ha estat assetjada, encara que sí presa. El 16 de febrer de 1808 l'exèrcit francès de Napoleó al comandament del general D'Armagnac, que pel tractat de Fontainebleau amb el rei Carles IV tenia permís per travessar la península Ibèrica per a la invasió de Portugal, la va ocupar amb un senzill parany. Les seves tropes van entrar el 9 de febrer de 1808 pel portal de San Nicolás (situat en l'actual Segon Eixample a l'altura de l'encreuament del carrer Cortes de Navarra i carrer San Ignacio). Els oficials es van allotjar en cases dels nobles de la ciutat i la resta dels soldats, fins a 4.000, es van aquarterar en diferents zones. Aquesta situació no va estar exempta de tensió que va produir una baralla de carrer amb el resultat de la mort a ganivetades d'un dels soldats. En un ambient hostil, Napoleó va ordenar D'Armagnac la presa de la ciutadella. El parany va consistir a aprofitar una nevada, el 16 de febrer, que els soldats francesos es van apropar a la ciutadella jugant a tirar-se boles de neu, davant la diversió dels defensors. Quan estaven a prop van treure les armes que portaven amagades entre les robes, aconseguint entrar i prendre la ciutadella.
Estratagemes similars van ser efectius per a les tropes napoleòniques en altres preses de ciutadelles i castells realitzades amb posterioritat (ciutadella de Barcelona i el castell de Montjuïc per Guillaume Philibert Duhesme el 28 de febrer, la ciutadella de Figueres pel coronel Piat i el castell de la Mota de Sant Sebastià).
En 1823 els soldats liberals van oferir major resistència durant cinc mesos davant l'exèrcit dels Cent Mil Fills de Sant Lluís. La intenció era d'assetjar-la, sense prendre-la, per impedir la sortida dels soldats, mentre la resta de l'exèrcit es dirigia per tota la península a restaurar l'absolutisme. Posteriorment van iniciar un bombardeig el 3 se setembre, que també cauria sobre la ciutat de Pamplona. El 16 de setembre, darrere l'altre intens bombardeig, es van rendir.

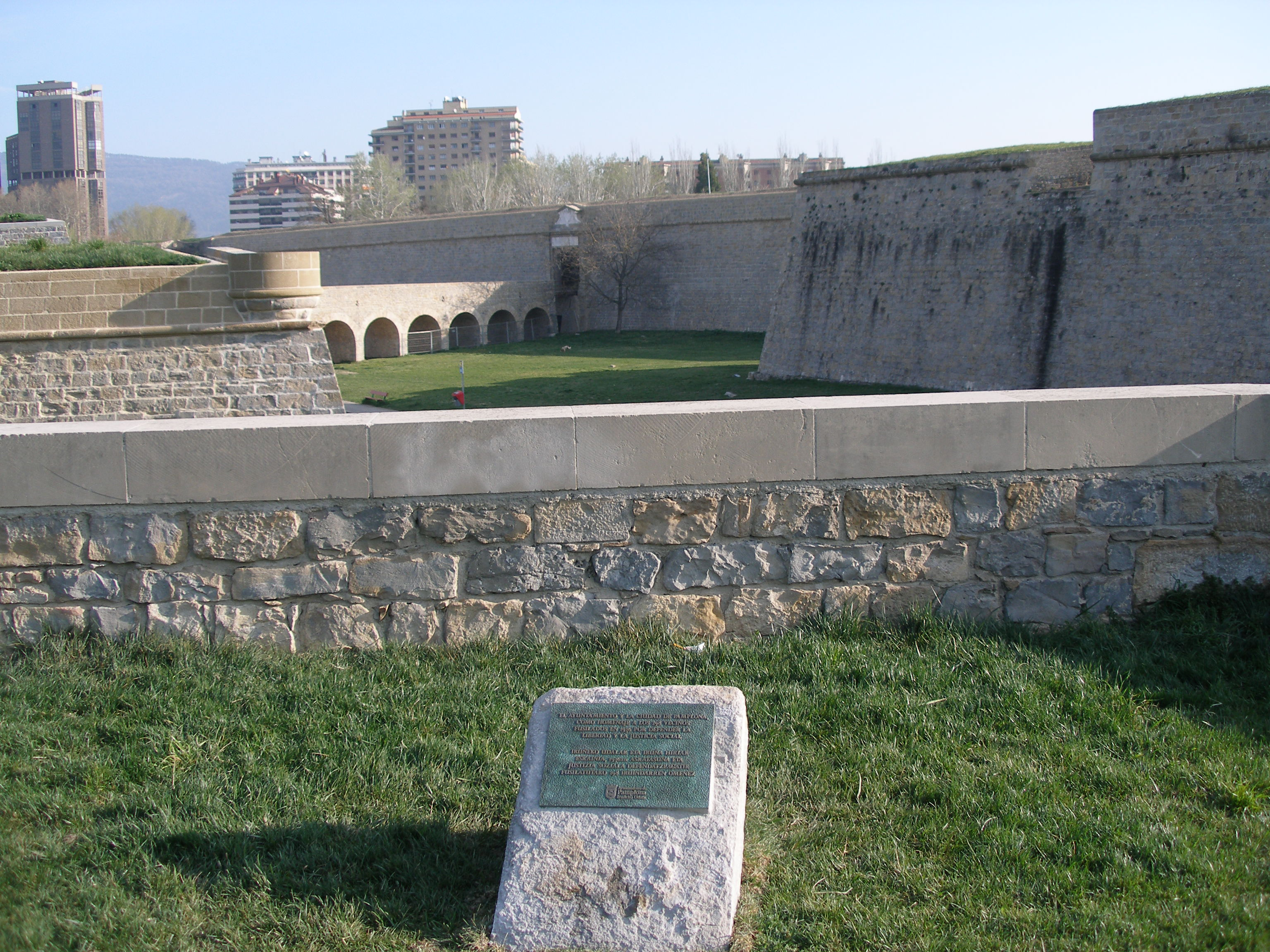
Monòlit posat en març de 2012 en homenatge als afusellats a Pamplona durant la Guerra Civil.

Durant la guerra Civil Espanyola, a la part posterior, a la porta del Socorro, es  afusellar molts republicans arran de la duríssima repressió sobre els republicans a Navarra. Hi fou posada una placa commemorativa el 2007 que el març de 2012 fou substituïda per un monòlit amb el mateix text a la zona dels fossars propera a la Porta del Socorro. La inscripció, en castellà i basc, diu:
| « | L'ajuntament de la ciutat i la ciutat de Pamplona com a homenatge als 298 veïns afusellats el 1936 per defensar la llibertat i la justícia social | » |

## La Ciutadella en l'actualitat

Planta de la Ciutadella de Pamplona.

En 1964 perdé el seu caràcter militar, convertint-se en un parc molt freqüentat i amb usos culturals als antics edificis castrenses.
En el seu interior conserva alguns edificis, que es van respectar després que la ciutat rebés el recinte fortificat:
- El polvorí de 1694 per Torelli.
- el magatzem de mixts, reformat en 1720 per Ignacio Sala.
- Sala d'Armes de 1725 per l'enginyer flamenc Joris Prosper Van Verboom, autor de la ciutadella de Barcelona.

En l'actualitat està situada en el centre de la ciutat de Pamplona, capital de la Comunitat Foral de Navarra. Envoltant-la pertot arreu es troba el parc conegut com a Vuelta del Castillo, la zona verda més gran de Pamplona i que va romandre durant segles sense construir per motius de defensa.
Després del lliurament a la ciutat del conjunt històric de la Ciutadella, inclosos els espais exteriors i amb una superfície total de 275.840 m², que es va fer oficialment el 23 de juliol de 1966, es van plantejar diferents possibilitats per a la destinació que havia de donar-se a aquesta, pel que es va realitzar en 1971 una consulta a diferents zones de la ciutat, el resultat de la qual va ser el manteniment de la Ciutadella i els terrenys adjacents, com a "zona verda amb edificis històrics restaurats", proposta que va ser més valorada que les que proposaven deixar-la com a zona verda exclusivament, habilitar una petita "ciutat medieval" en el seu interior o destinar-la a usos esportius.
En 1972, l'Ajuntament va plantejar deixar sense edificar el solar de l'antiga caserna d'Artilleria (situat al costat del carrer Yanguas y Miranda, en l'extrem est de la Ciutadella on avui s'ha construït l'Estació d'Autobusos), a fi de respectar l'entorn de la fortificació, i al desembre va sol·licitar al Govern la declaració de Monument Històric-Artístic Nacional, de tot el conjunt, la qual cosa es va obtenir per Decret 332/1973 de 8 de febrer del següent any.
La Ciutadella va ser un pentàgon estavellat de cinc puntes perfecte, encara que a la fi del segle xix i principi del segle xx es van derrocar parcialment els baluards de San Antón i La Victoria (els dos que apuntaven cap a l'interior de la ciutat), per permetre la construcció del Primer Eixample amb habitatges i noves casernes extramurs, així com l'Avinguda de l'Exèrcit el 1971, la qual cosa en va determinar la forma actual.
Sobre les restes del Baluard de San Antón es va edificar el Palau de Congressos i Auditori de Navarra, conegut per aquest motiu com a Baluard, i al novembre de 2007 s'ha acabat d'edificar la nova Estació d'Autobusos de Pamplona, soterrada sota els glacis i propera també a la Ciutadella.

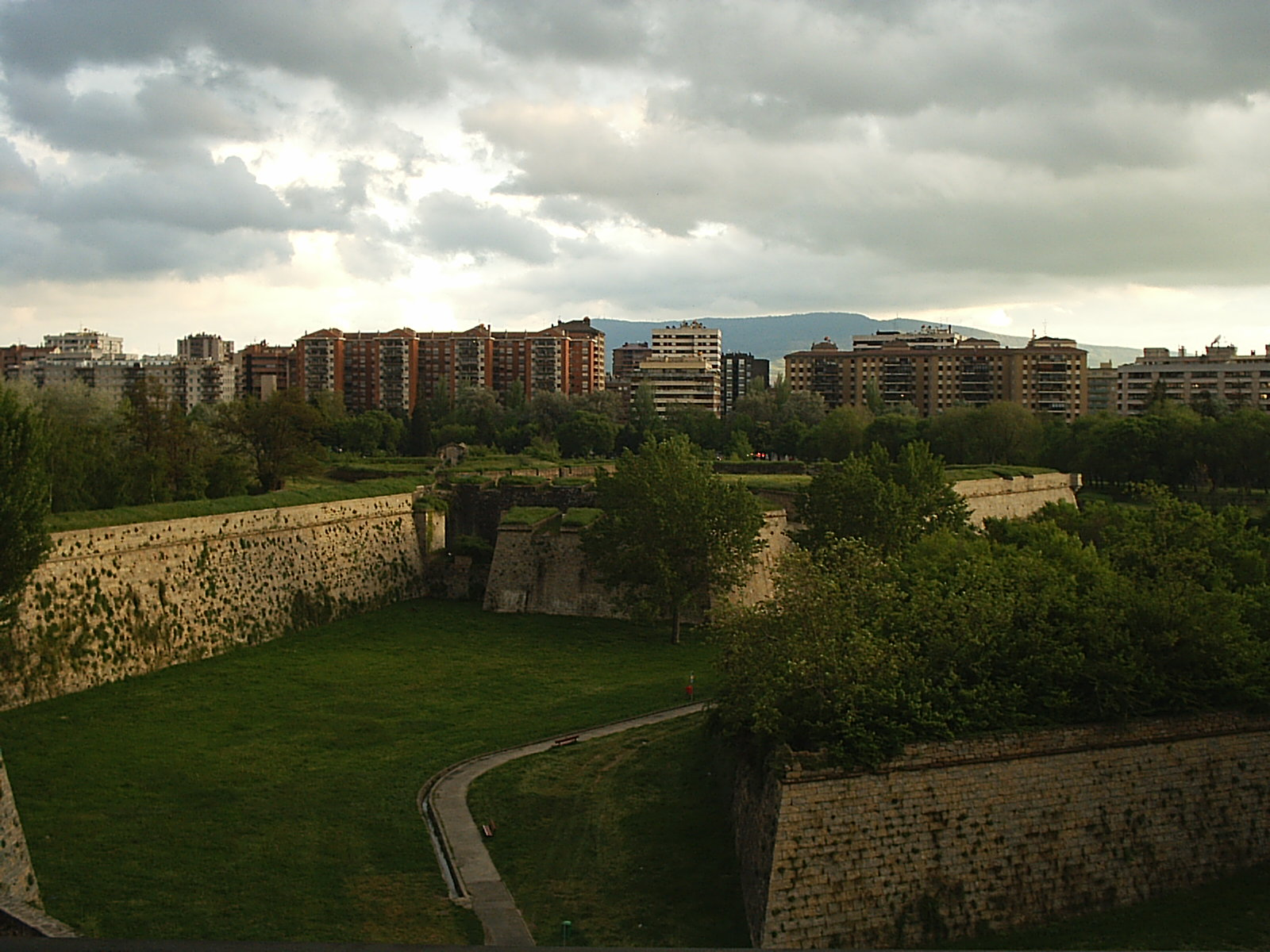
Baluard de Santiago.

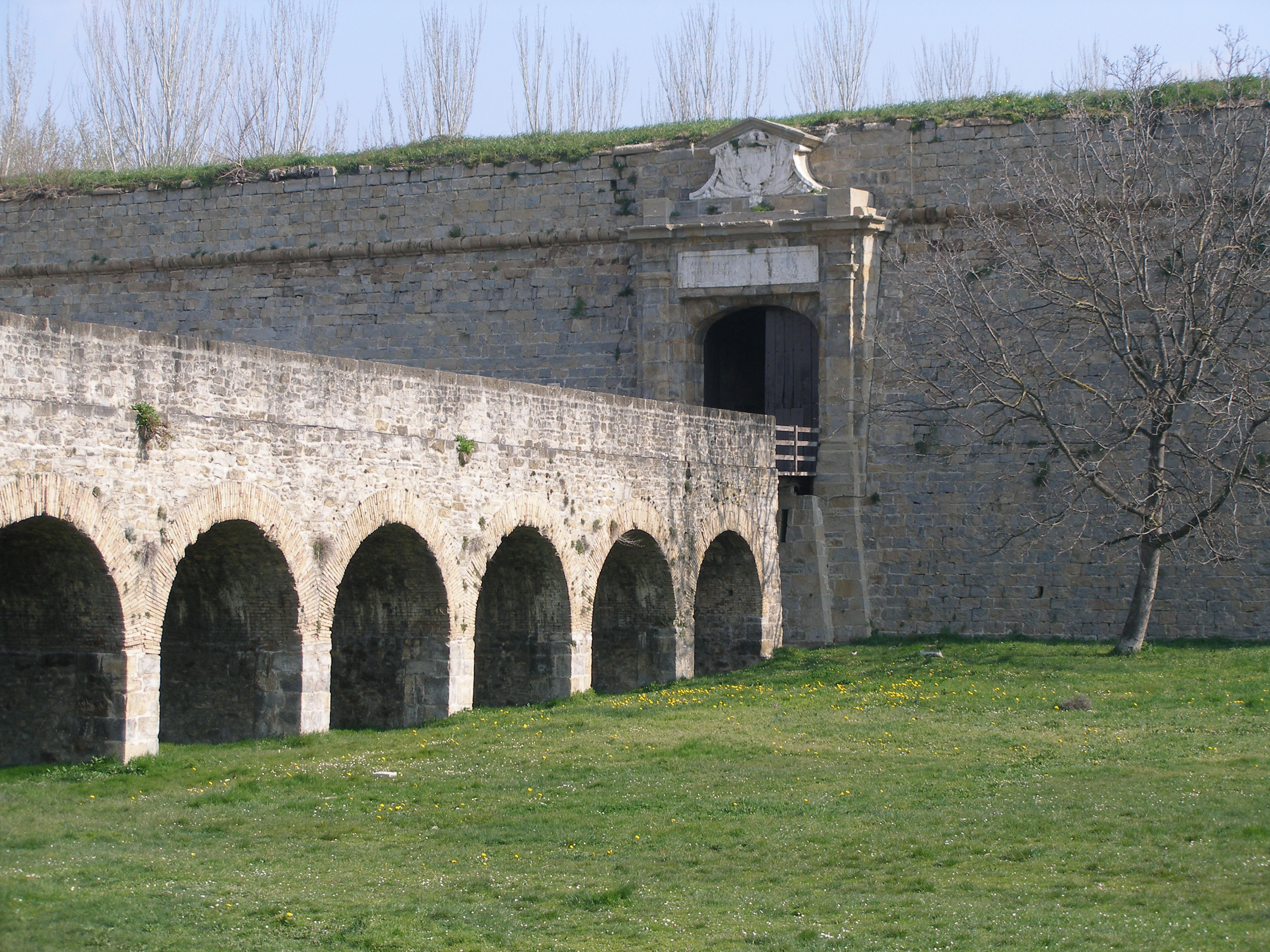
Porta del Socorro, on foren assassinats nombrosos defensors de la II República, víctimes de la Guerra Civil a Navarra.